# Sokon
 (juillet 2023).
Sokon Group, officiellement Chongqing Sokon Industry Group Co., Ltd , est une entreprise chinoise dont le siège est à Chongqing. Fondée en septembre 1986, elle produit actuellement des voitures, des motos et des véhicules utilitaires ainsi que des amortisseurs et des moteurs à combustion interne. Elle opère à travers ses filiales DFSK Motor, Seres, XGJAO Motorbyke et Yu'an Shock Absorber Company.

## Histoire
L'entreprise a été fondée en septembre 1986 comme fabricant de composants pour appareils électroménagers et d'amortisseurs.
En 2005, le premier véhicule de la coentreprise entre en production à l'usine Dongfeng de Wuhan : la microfourgonnette Dongfeng Yu'an K-Series, qui a également été exportée (y compris en Europe).
En mai 2007, l'ensemble du groupe industriel change de nom pour devenir Chongqing Sokon Automobile Co., Ltd : la marque Yu'an n'est conservée que pour identifier la production d'amortisseurs et de composants, la marque Dongfeng Yu'an présente sur les monospaces devient donc Dongfeng Sokon (abrégée en DFSK sur les marchés étrangers). En mai 2012, le millionième véhicule de la coentreprise Dongfeng Sokon est produit.
Le 15 juin 2016, le groupe Sokon est introduit à la bourse de Shanghai. La même année, les premiers véhicules de type SUV, issus de la coentreprise avec le groupe Dongfeng appelée DFSK Glory 580, sont entrés en production. Par ailleurs, la start-up SF Motors a été fondée à Santa Clara, en Californie, avec l'intention de produire des véhicules électriques. SF Motors a acheté l'usine de fabrication d'AM General et a ouvert trois centres de développement et de conception de véhicules électriques (un en Californie, un dans le Michigan et un à Chongqing)

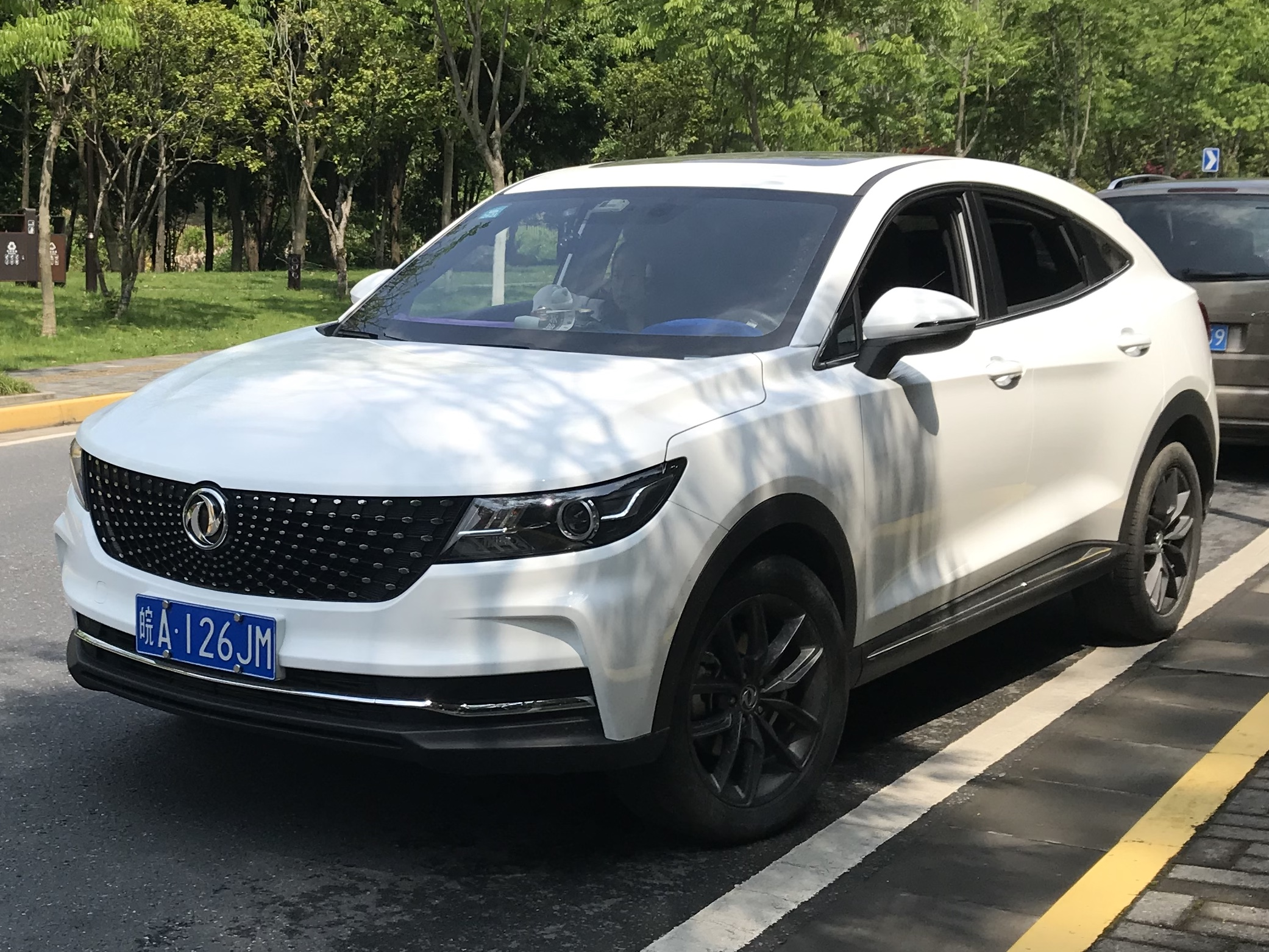
Fengon ix5, fabriqué par la filiale Sokon DFSK Motor

En novembre 2018, le groupe se restructure, Sokon rachetant la part de Dongfeng dans la coentreprise pour 621 millions d'euros, devenant ainsi le seul propriétaire de DFSK. En échange, Dongfeng acquiert 26,1 % de Sokon pour 620 millions d'euros, devenant ainsi son actionnaire majoritaire.
En juillet 2022, le nom de la société est modifié en Seres Group.

## Marques et produits

### Seres
Seres est une marque de véhicule électrique commercialisée par Groupe Seres. Depuis 2023, la marque Seres est devenue une marque d'exportation tandis qu'AITO est devenue une marque uniquement nationale.

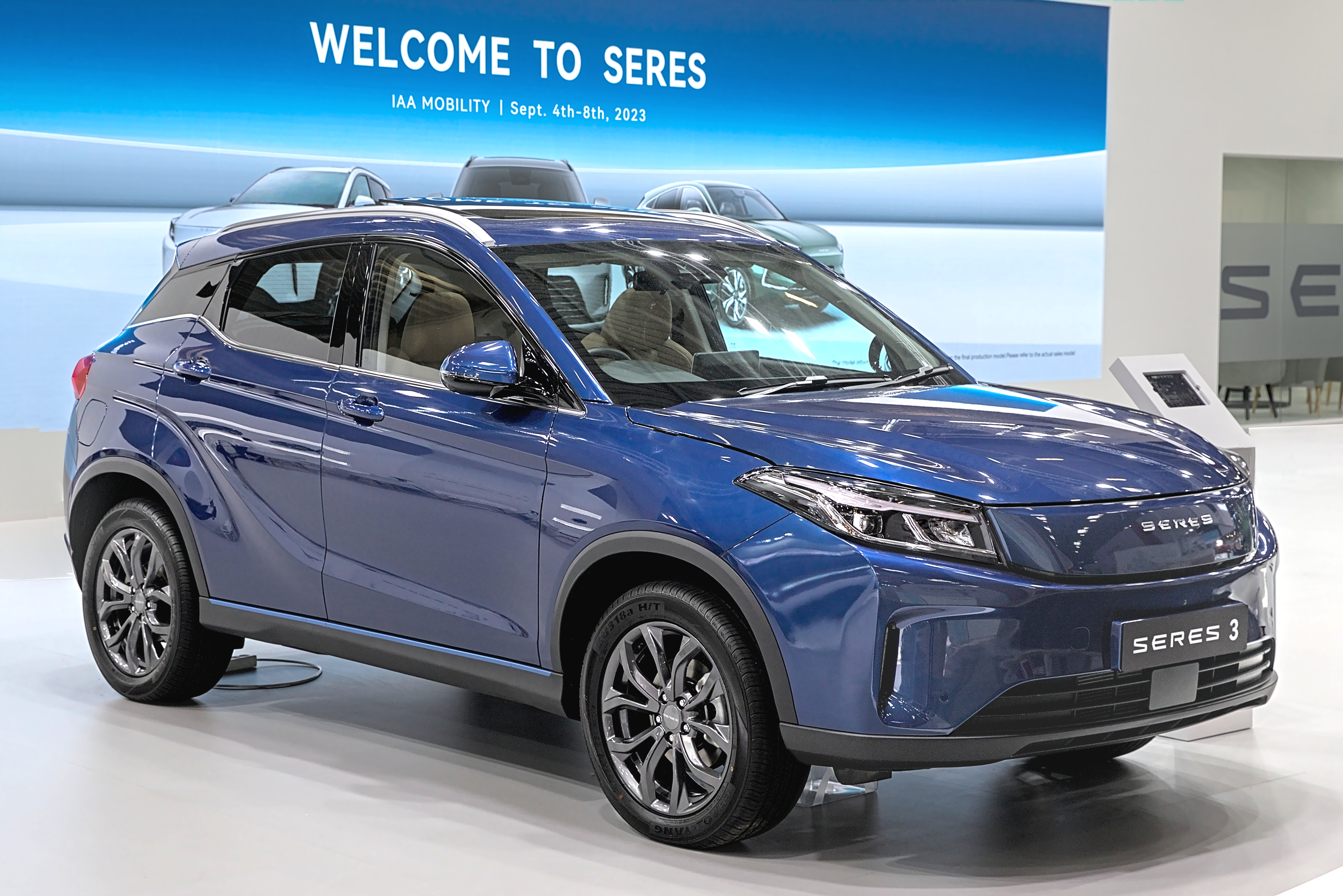
Seres 3
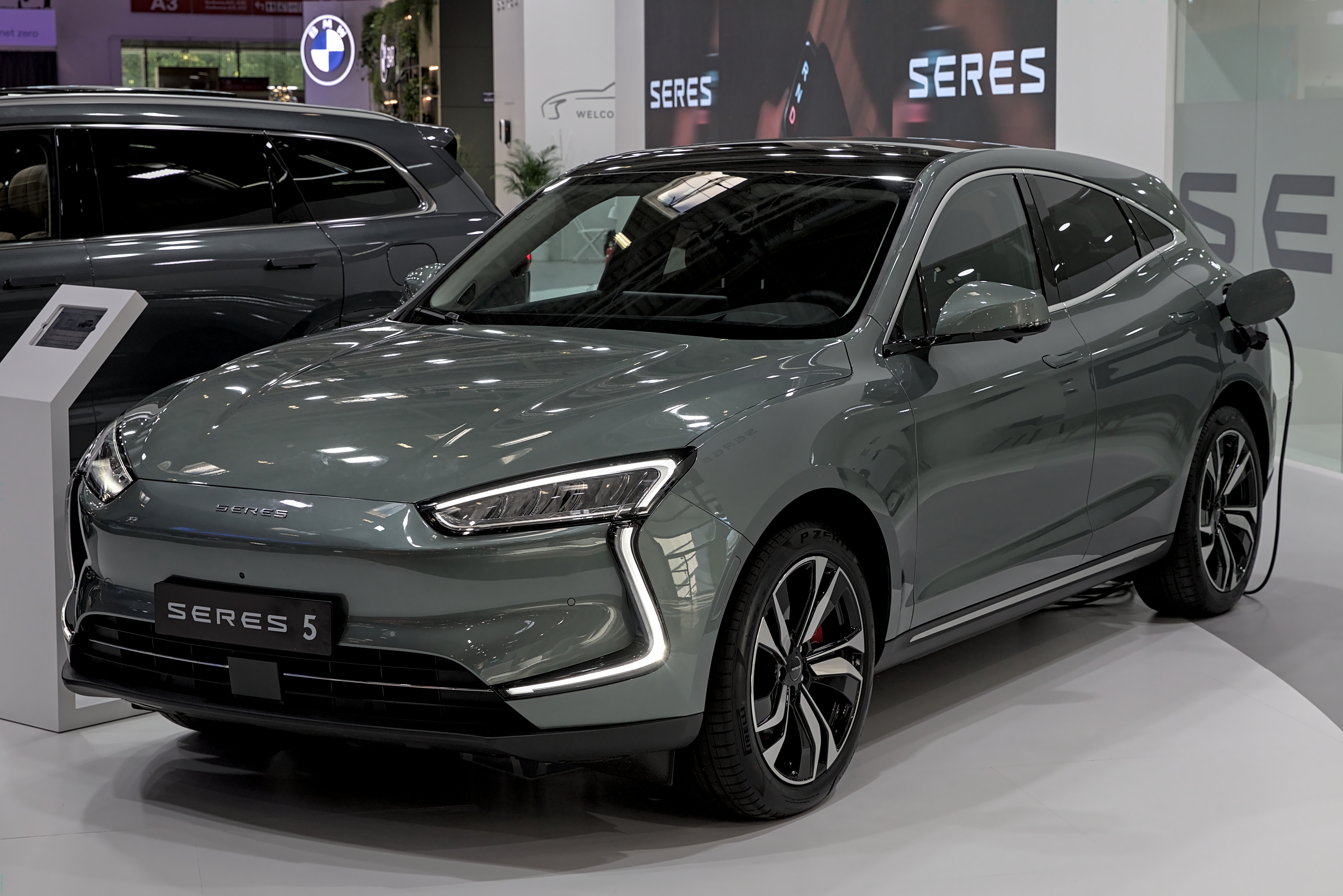
Seres 5
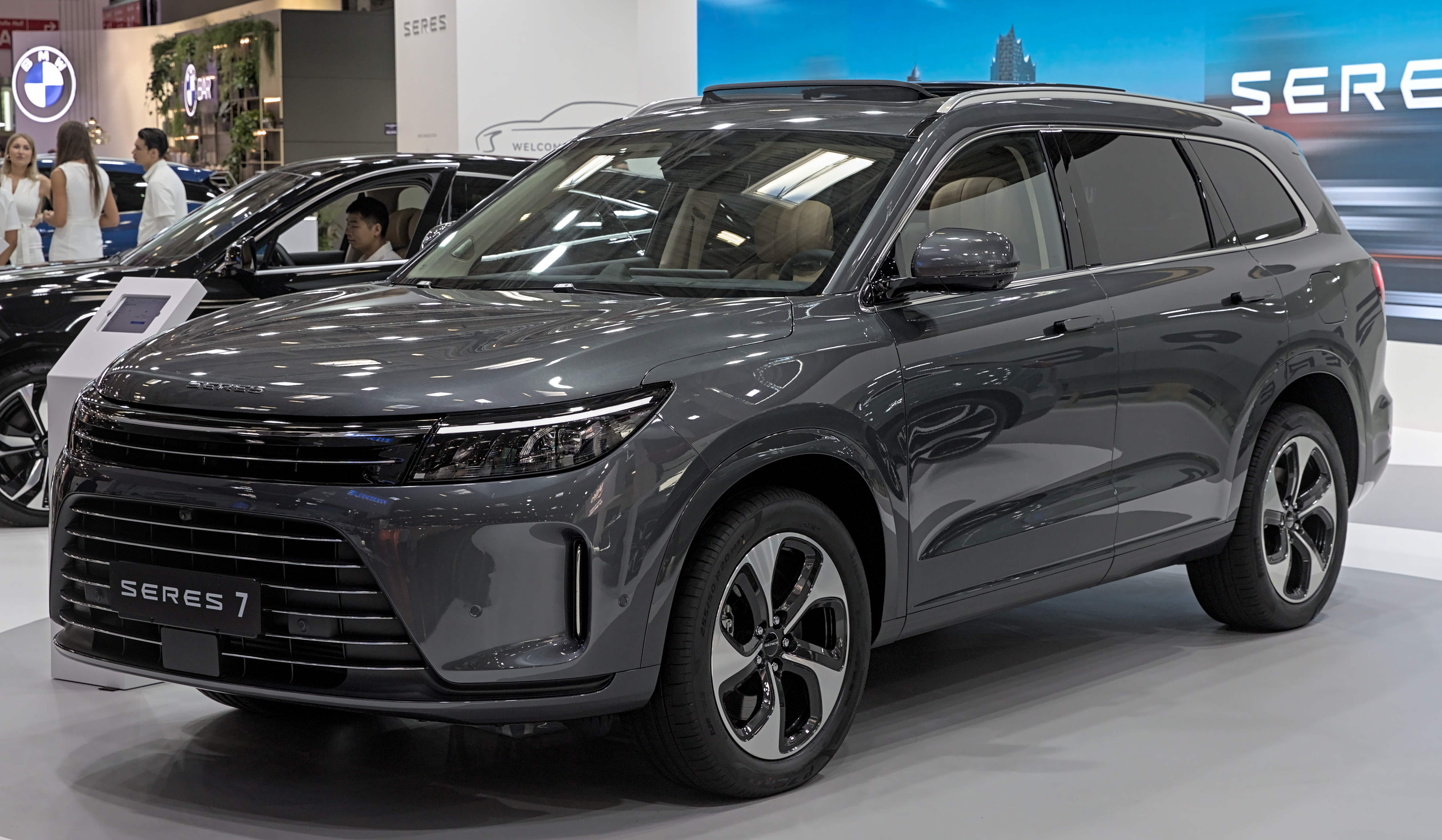
Seres 7

### AITO
AITO est une marque Seres Automobile qui collabore avec Huawei pour les véhicules électriques intelligents. Huawei est leader dans la conception des modèles AITO tandis que Seres dirige la production.
La marque AITO appartenait à Seres mais a été vendue à Huawei en juin 2023.

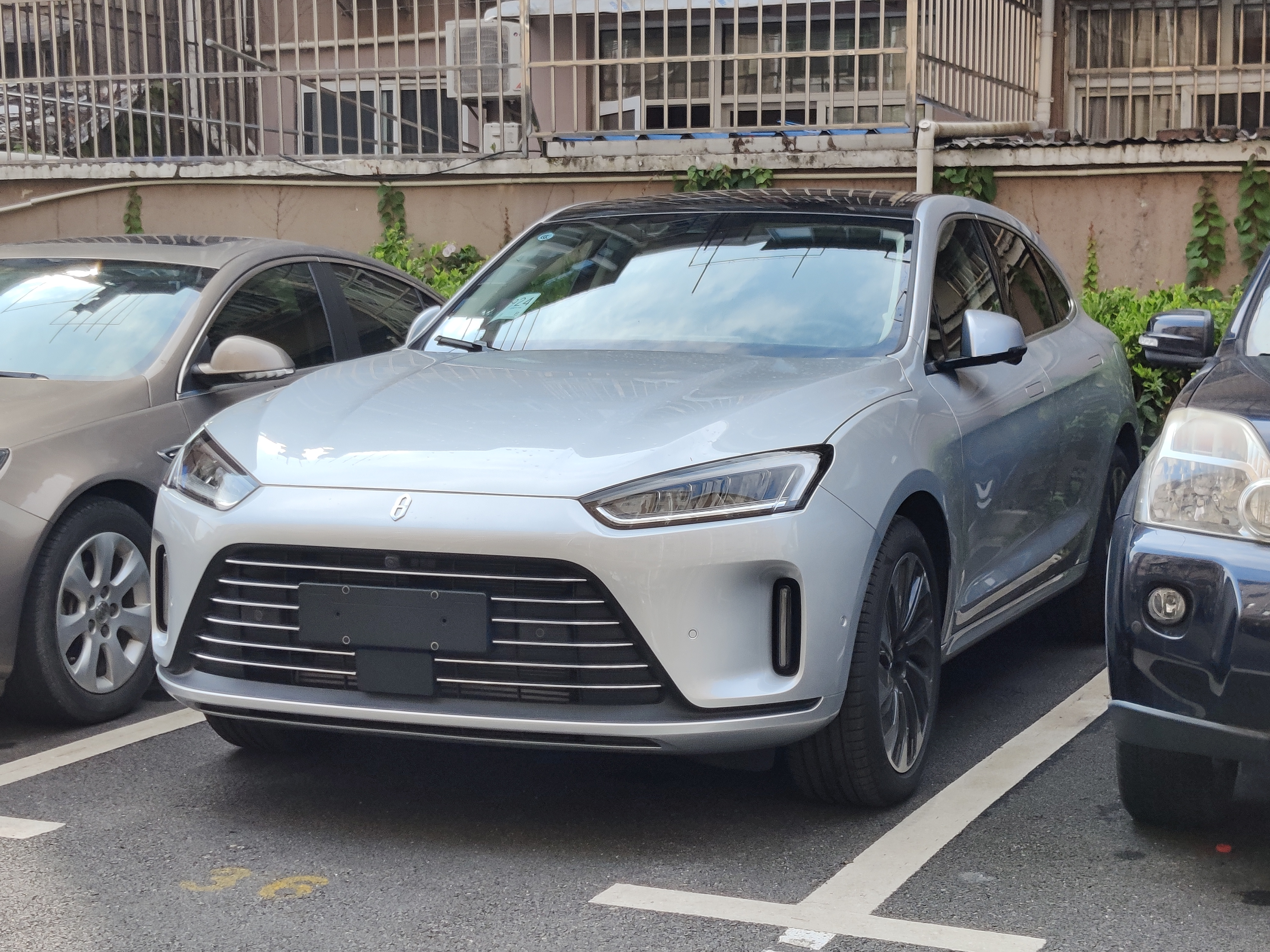
AITO M5
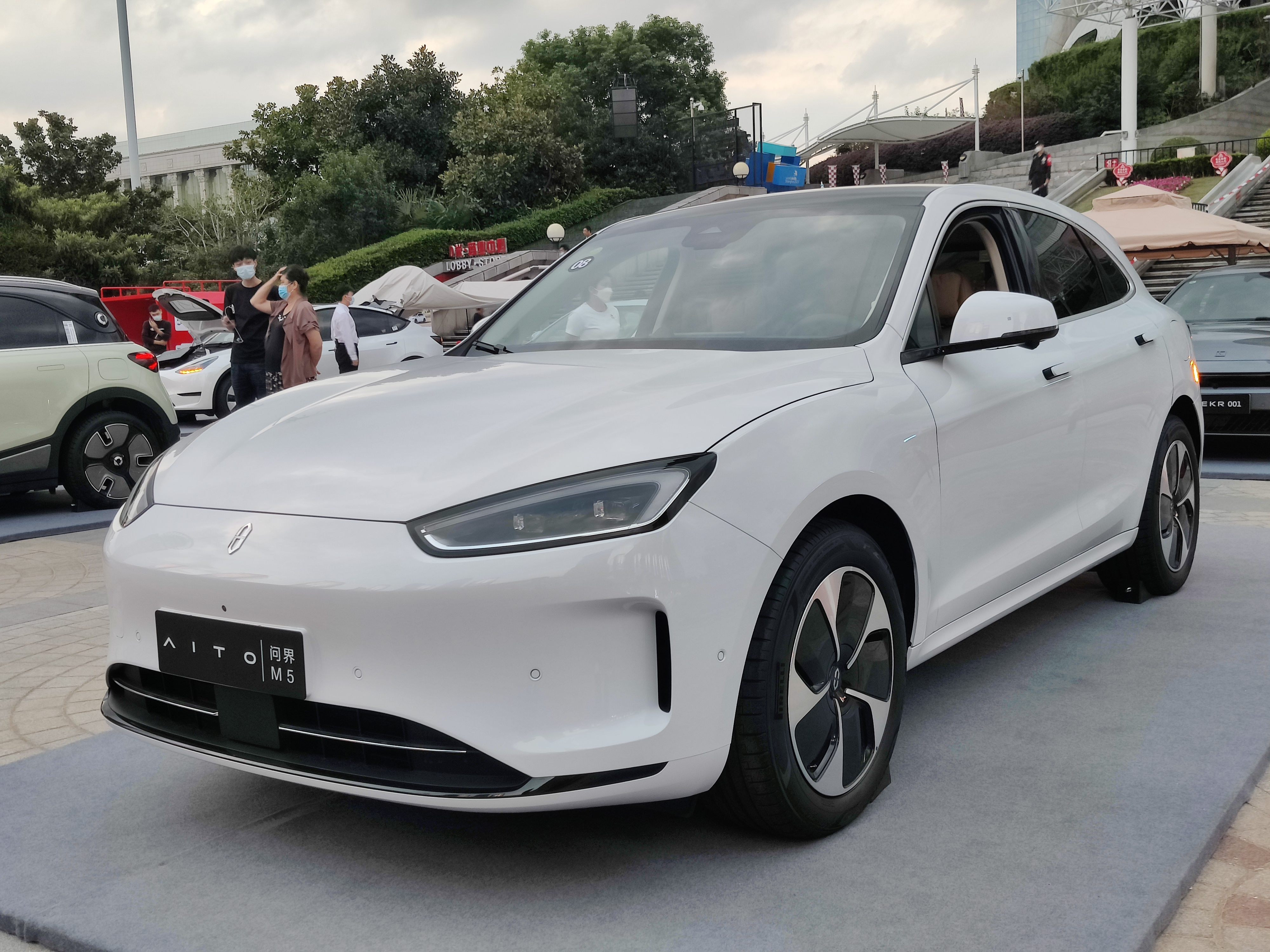
AITO M5 EV
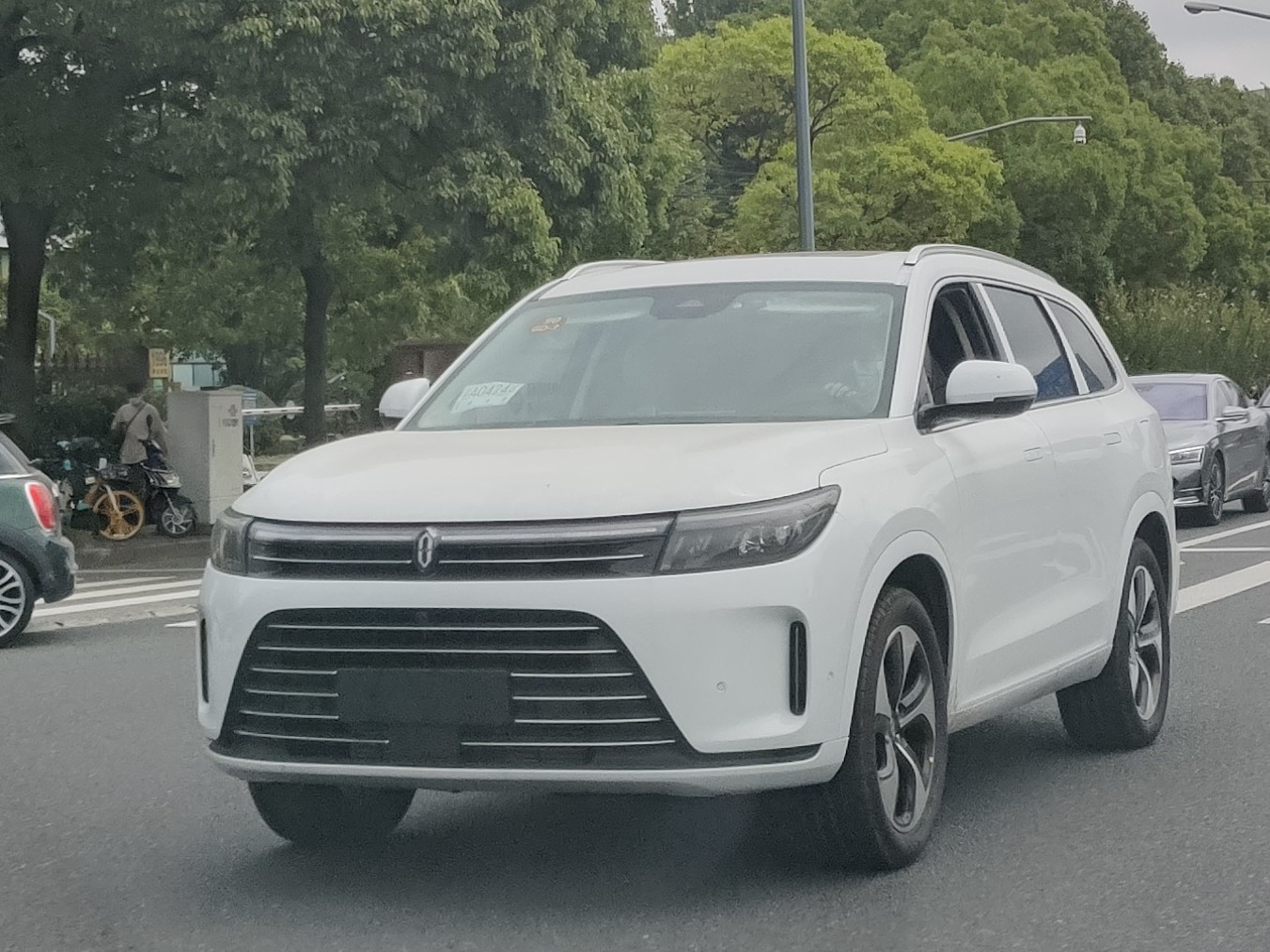
AITO M7

### Landian
Landian est la marque Seres de véhicules électriques économiques dévoilée en mars 2023. Le mot Landian signifie littéralement électricité bleue (蓝电) en chinois.

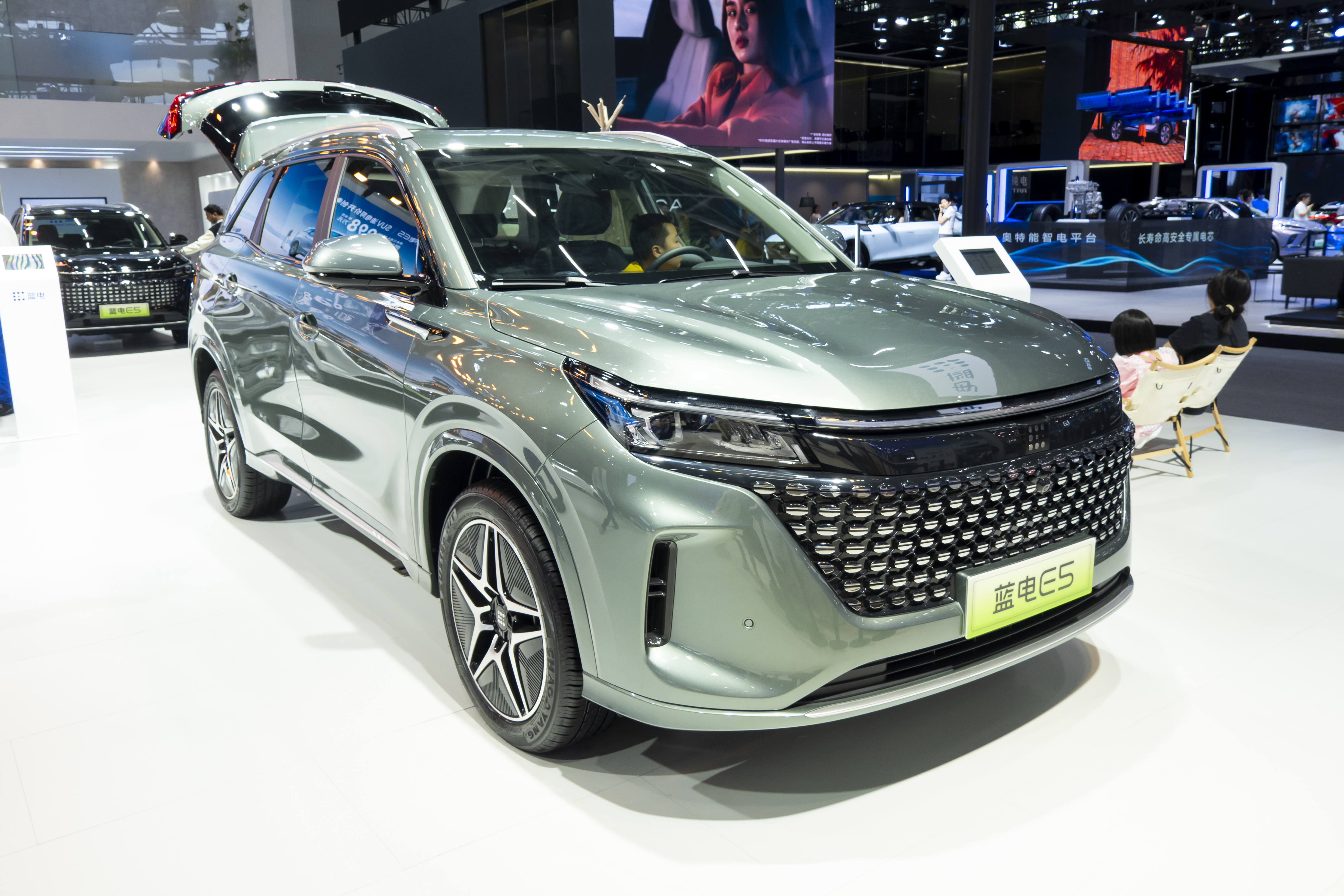
Landian E5

### Fengon
Fengon (ou DFSK Glory pour les marchés étrangers) anciennement connu sous le nom de Dongfeng Fengguang (东风风光), est la sous-marque de Seres qui produit des véhicules de tourisme. Créée en 2008, la marque Fengon cible les monospaces et SUV compacts abordables. Il s'agissait auparavant d'une marque en coentreprise avec Dengfeng Group, mais a été entièrement acquise par Seres Group en 2022.

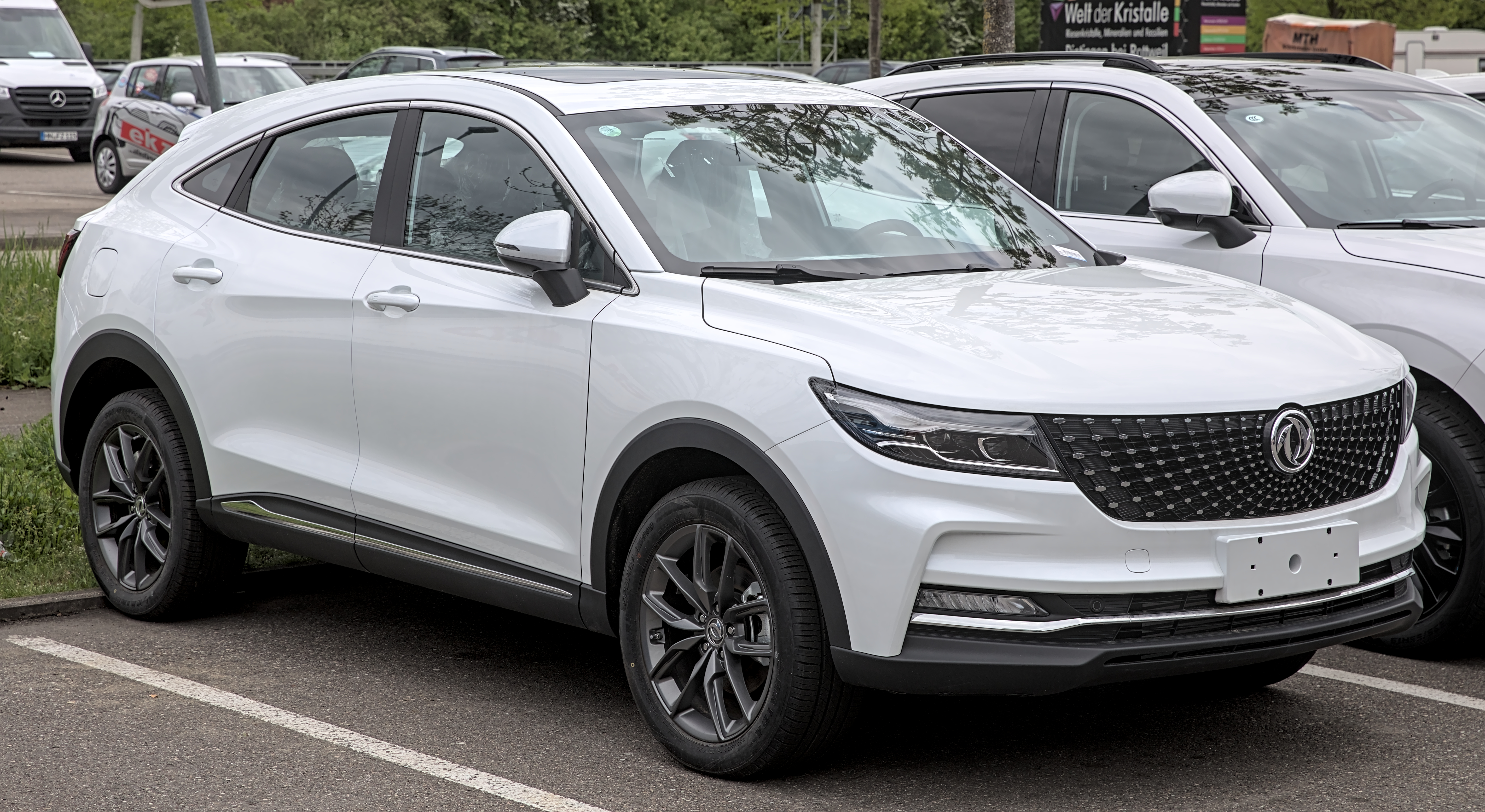
Fengon ix5
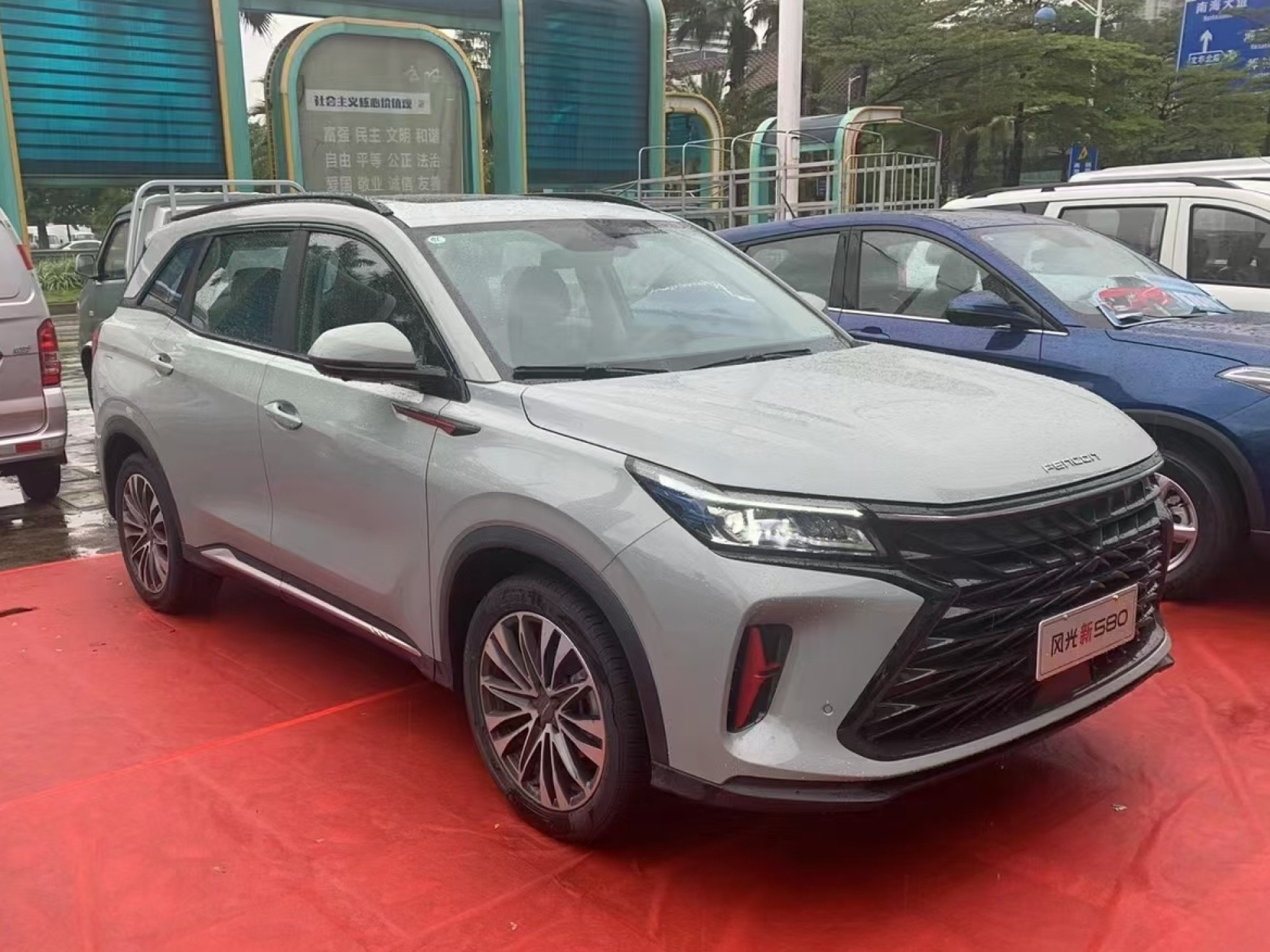
Fengon 580
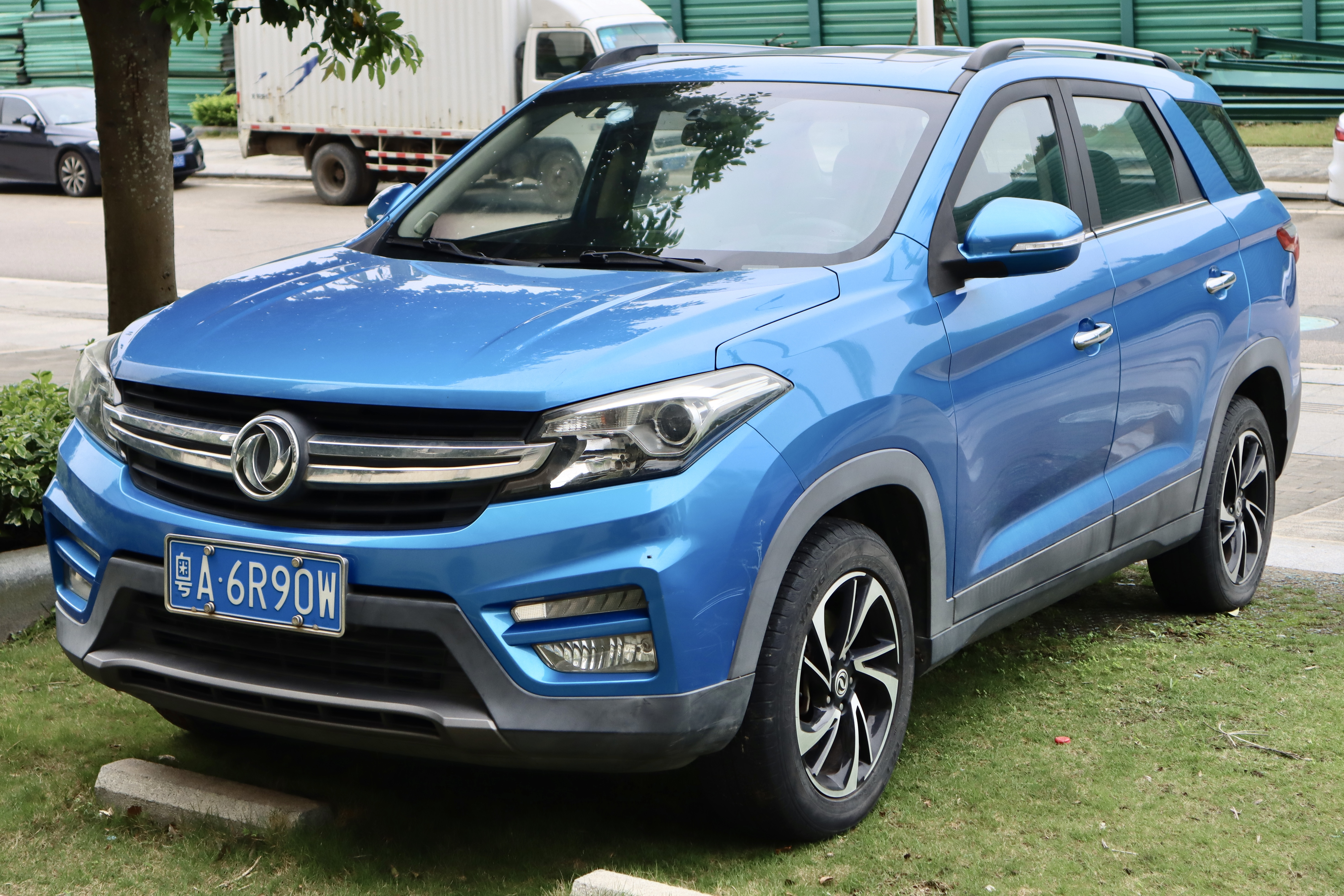
Fengon S560
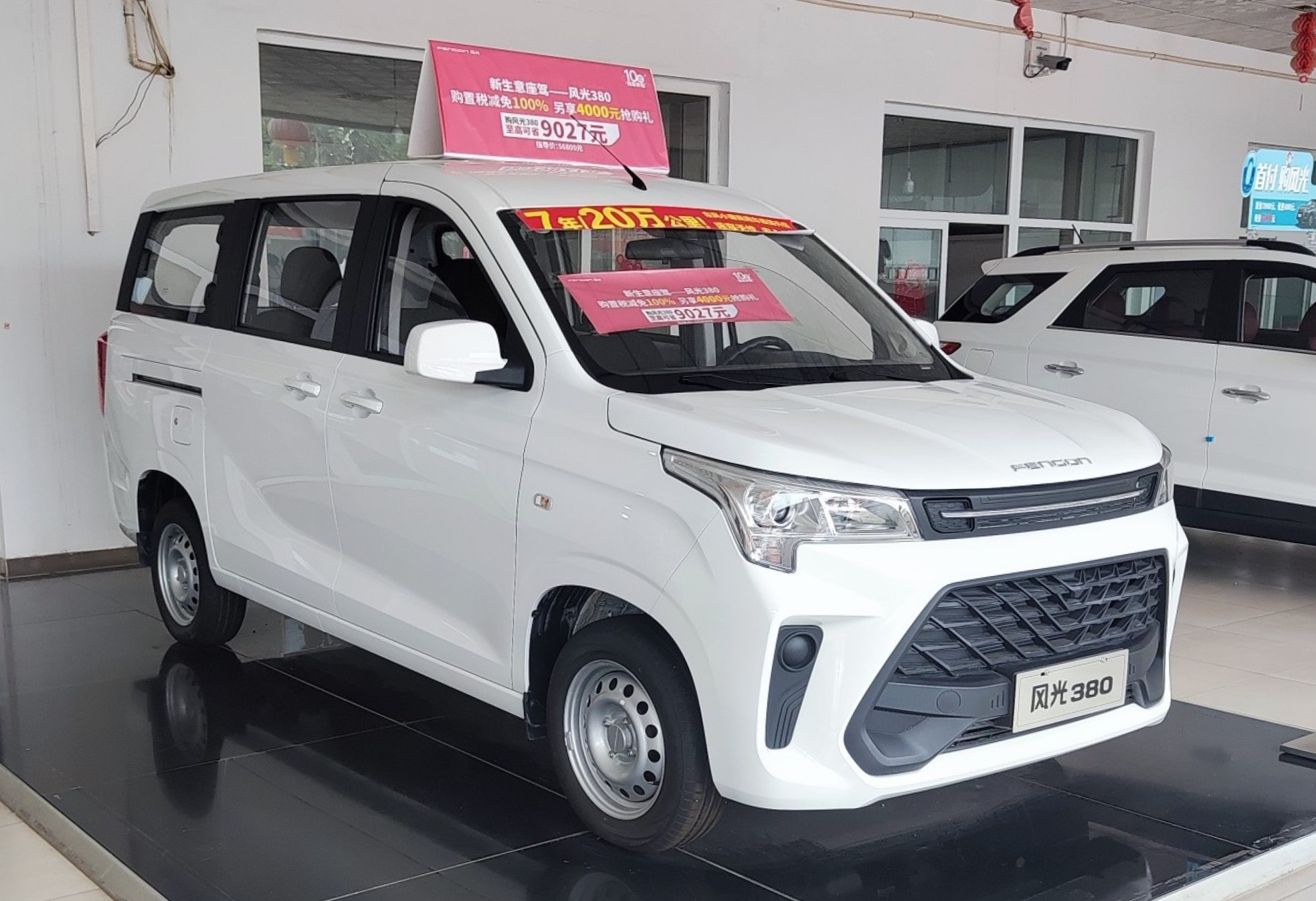
Fengon 380
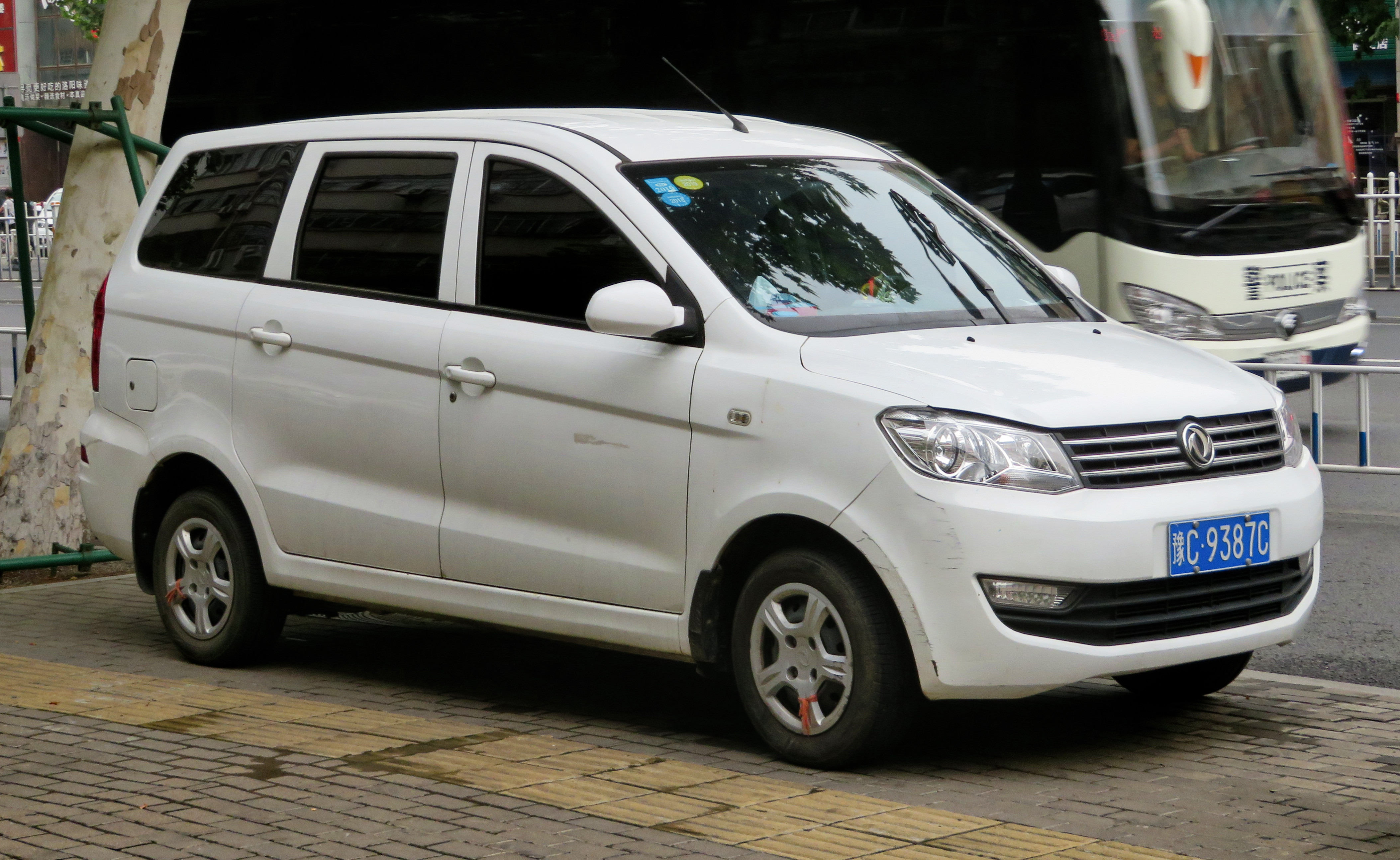
Fengon 330
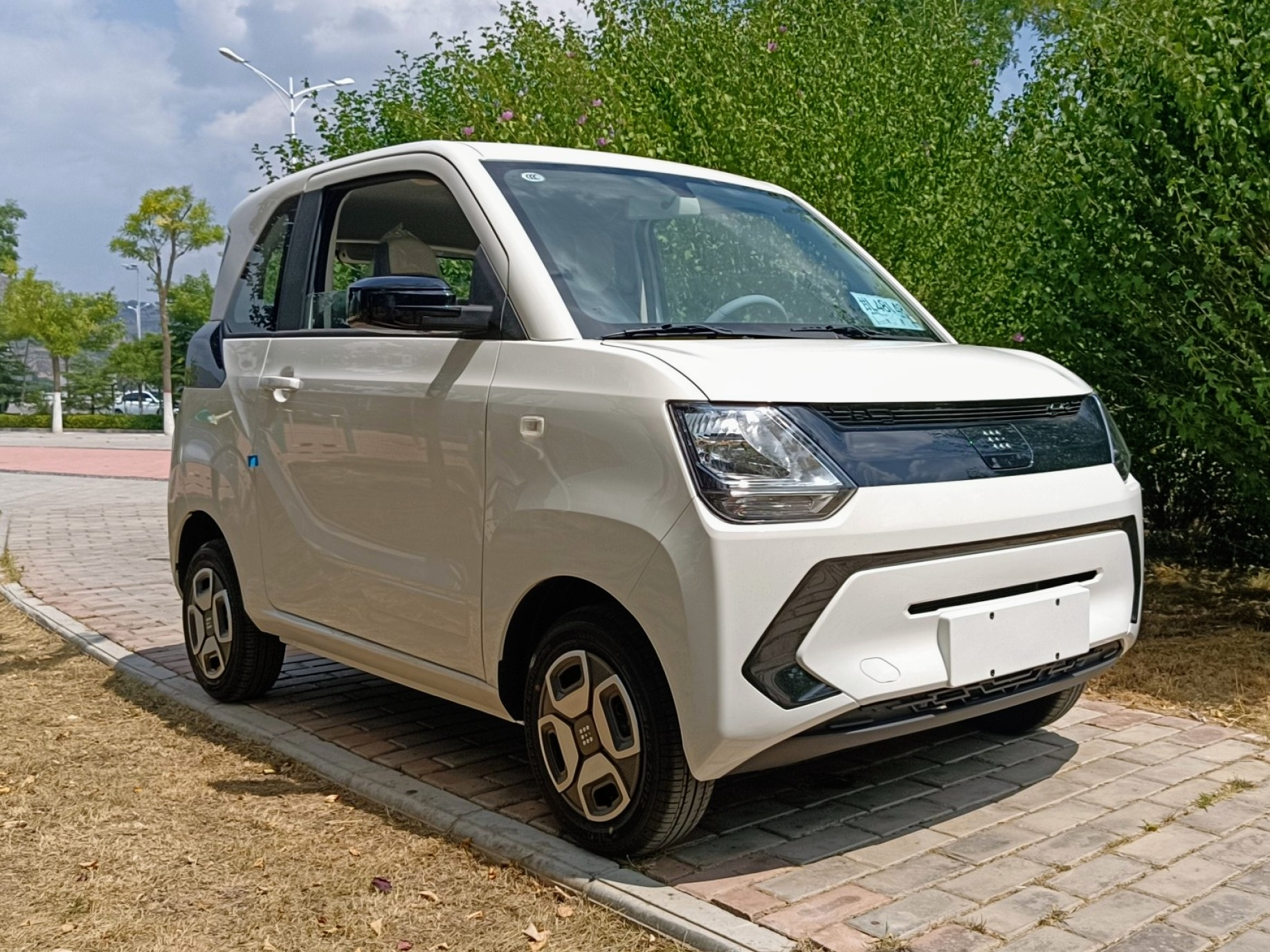
Fengon Mini EV

### DFSK/Dongfeng Xiaokang (东风小康)
Le DFSK est une marque de Seres qui produit des véhicules utilitaires légers. Il s'agissait auparavant d'une marque en coentreprise avec Dongfeng Group, mais a été entièrement acquise par le groupe Seres en 2022.
|           |
| Sokon C37 |

|            |
| Sokon K07S |

|               |
| Sokon K07/K17 |

|               |
| Sokon New K07 |

|           |
| Sokon V29 |

|            |
| Sokon V07S |

|                 |
| Sokon V27 Cargo |

|                    |
| Sokon V22 Crew Cab |

|           |
| Sokon V21 |

|                  |
| Sokon V21 (2013) |

## Ventes
| Année | Totale  | DFSK    | Fengon  | Seres  |
| ----- | ------- | ------- | ------- | ------ |
| 2010  | 226,198 | 226,198 | 226,198 | -      |
| 2011  | 243,053 | 243,053 | 243,053 | -      |
| 2012  | 202,991 | 202,991 | 202,991 | -      |
| 2013  | 205,019 | 205,019 | 205,019 | -      |
| 2014  | 277,000 | 277,000 | 277,000 | -      |
| 2015  | 275,316 | 114,160 | 161,156 | –      |
| 2016  | 381,636 | 122,639 | 258,997 | –      |
| 2017  | 400,038 | 400,038 | 400,038 | –      |
| 2018  | 347,837 | 347,837 | 347,837 | –      |
| 2019  | 325,381 | 325,381 | 325,381 | –      |
| 2020  | 273,590 | 273,590 | 273,590 | –      |
| 2021  | 266,614 | 258,445 | 258,445 | 8,169  |
| 2022  | 267,246 | 187,205 | 187,205 | 80,041 |